# كاثرين هاو
كاثرين هاو (بالإنجليزية: Katherine Howe)‏ (1977، هيوستن في الولايات المتحدة)؛ روائية أمريكية.